# Itero de la Vega
Itero de la Vega település Spanyolországban, Palencia tartományban. Itero de la Vega Melgar de Yuso, Boadilla del Camino, Requena de Campos, Lantadilla, Palacios de Riopisuerga és Itero del Castillo községekkel határos. Lakosainak száma 144 fő (2024).

## Népesség
A település népessége az elmúlt években az alábbi módon változott:
| Lakosok száma | 237  | 215  | 193  | 179  | 184  | 187  | 165  | 152  | 150  | 144  |
|               | 2001 | 2004 | 2007 | 2009 | 2012 | 2014 | 2017 | 2019 | 2022 | 2024 |